# Rhaphidopsis zonaria
Rhaphidopsis zonaria är en skalbaggsart som först beskrevs av Thomson 1857.  Rhaphidopsis zonaria ingår i släktet Rhaphidopsis och familjen långhorningar. Inga underarter finns listade i Catalogue of Life.